# Hippasteria phrygiana
Hippasteria phrygiana es una especie de equinodermo asteroideo de la familia Goniasteridae. Es una estrella de mar que habita las aguas frías del Ártico, Atlántico norte (mar del Norte, incluyendo Escocia, las islas Shetland, y el mar Báltico, entre otros), Atlántico sur,  Índico sur, Pacífico norte y del Antártico.
Características clave de identificación:
- Brazos cortos y cuerpo grande.
- Textura sólida dura.
- Color rojo con tubérculos blancos.[3]